# Matthäuskirche (Zürich-Unterstrass)

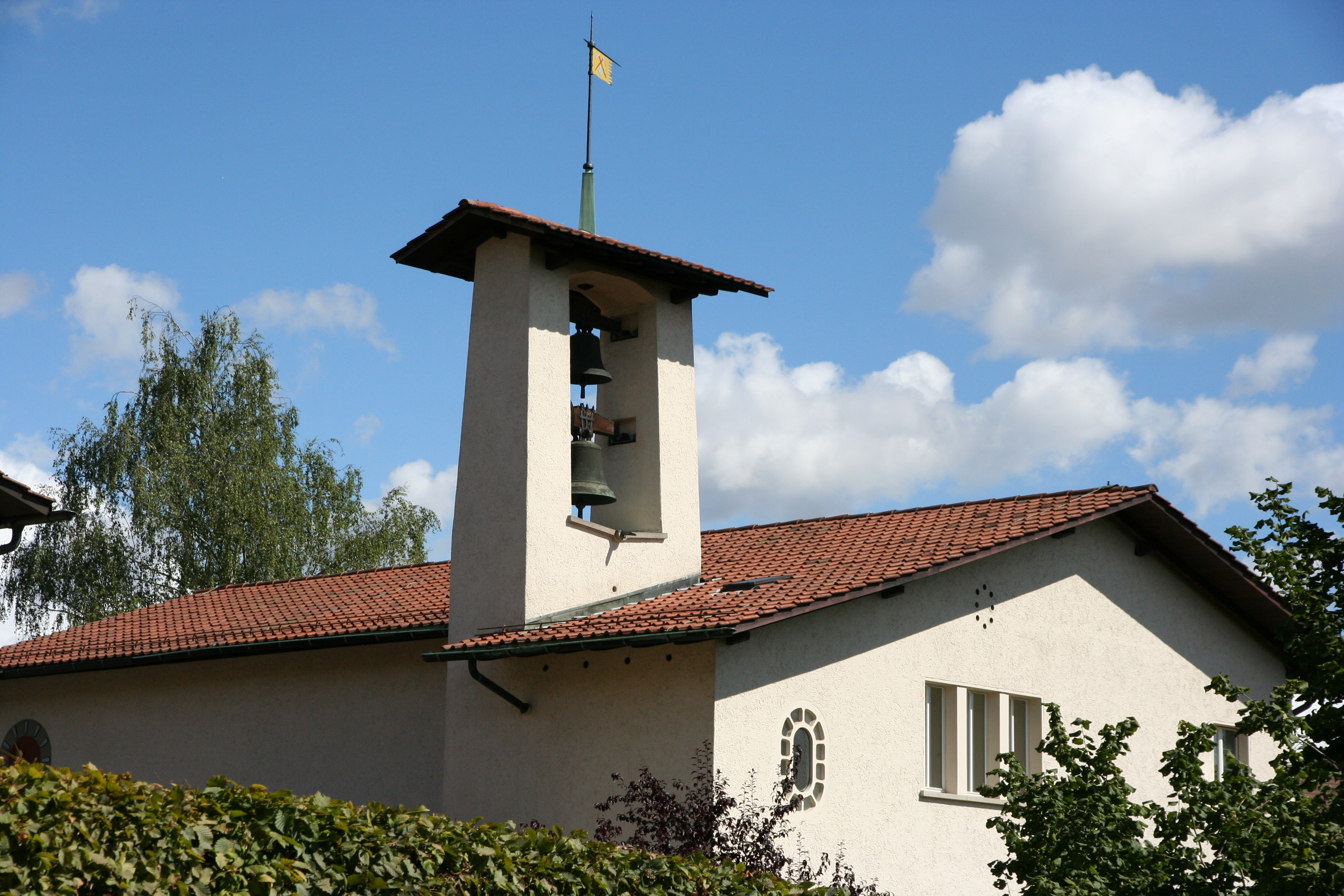
Matthäuskirche Zürich

Die Matthäuskirche ist eine evangelisch-reformierte Kirche in Zürich. Sie steht im Quartier Unterstrass an der Strasse Hoffeld 4. 

## Geschichte
Im Gebiet Neuaffoltern, das sich in der ersten Hälfte des 20. Jahrhunderts rasch entwickelte, errichtete die evangelisch-reformierte Kirchgemeinde Unterstrass 1946 ein Pfarrhaus und in den Jahren 1949–1959 die Matthäuskirche. In späterer Zeit wurde an der Wehntalerstrasse das Kirchgemeindehaus dazu gebaut. Die Kirche ist noch weitgehend im Originalzustand erhalten und zeigt daher exemplarisch den Landistil an einem reformierten Kirchbau auf.

## Baubeschreibung
Das Ensemble von Pfarrhaus und Matthäuskirche wurde von Architekt Max Gomringer im Landistil errichtet und fügt sich hinsichtlich Volumen und architektonischer Gestaltung gut ins umliegende Quartier. Ein schlichter Dachreiter, in dem zwei Glocken hängen, weist auf die kirchliche Bestimmung des Gebäudes hin. Auffällig ist die unterschiedliche Gestaltung der Fenster: An der Nordostfassade besitzt die Kirche ein Oblichtband, zur Strasse hin farbige Glasfenster sowie blumenförmige Öffnungen auf der rückwärtigen Seite im Bereich des Treppenhauses. Über ein Foyer gelangt der Besucher in die Kirche, die mit Parkettboden ausgestattet ist und auf der Unterseite des Satteldaches eine kassettenartige Decke aus Holz und Gipselementen besitzt.
Das bedeutendste Kunstwerk in der sonst betont schlicht gehaltenen Kirche sind die Glasfenster von Max Hunziker aus den 1950er Jahren. Sie sind in sechs hochrechteckige Segmente unterteilt, wobei die linken drei Fenster Szenen aus dem Alten Testament zeigen und die rechten Fenster Ereignisse aus dem Neuen Testament. Unten links ist die Arche Noah in einem Medaillon zu erkennen. Als Zeichen des Bundes bringt die Taube einen grünen Zweig. Darüber ist im mittleren Fenster der brennende Dornbusch zu sehen. Mose ist als Hirte dargestellt, eine Vorwegnahme des guten Hirten Jesus Christus. Im brennenden Dornbusch sind die hebräischen Buchstaben für das Wort Jahwe zu lesen. Das obere linke Bild zeigt die zehn Gebote sowie die Propheten des Alten Testaments. Auf der rechten Seite ist im Medaillon unten Weihnachten dargestellt. In der Mitte ist die Verklärung Jesu dargestellt, sichtbar sind unten die drei Gebäude, links die Jünger Jesu und rechts Jesus, umgeben von Mose und Elias. Abgeschlossen wird der Fensterzyklus durch das Bild oben rechts, welches die Kreuzigung und Auferstehung Jesu Christi darstellt.

## Orgel

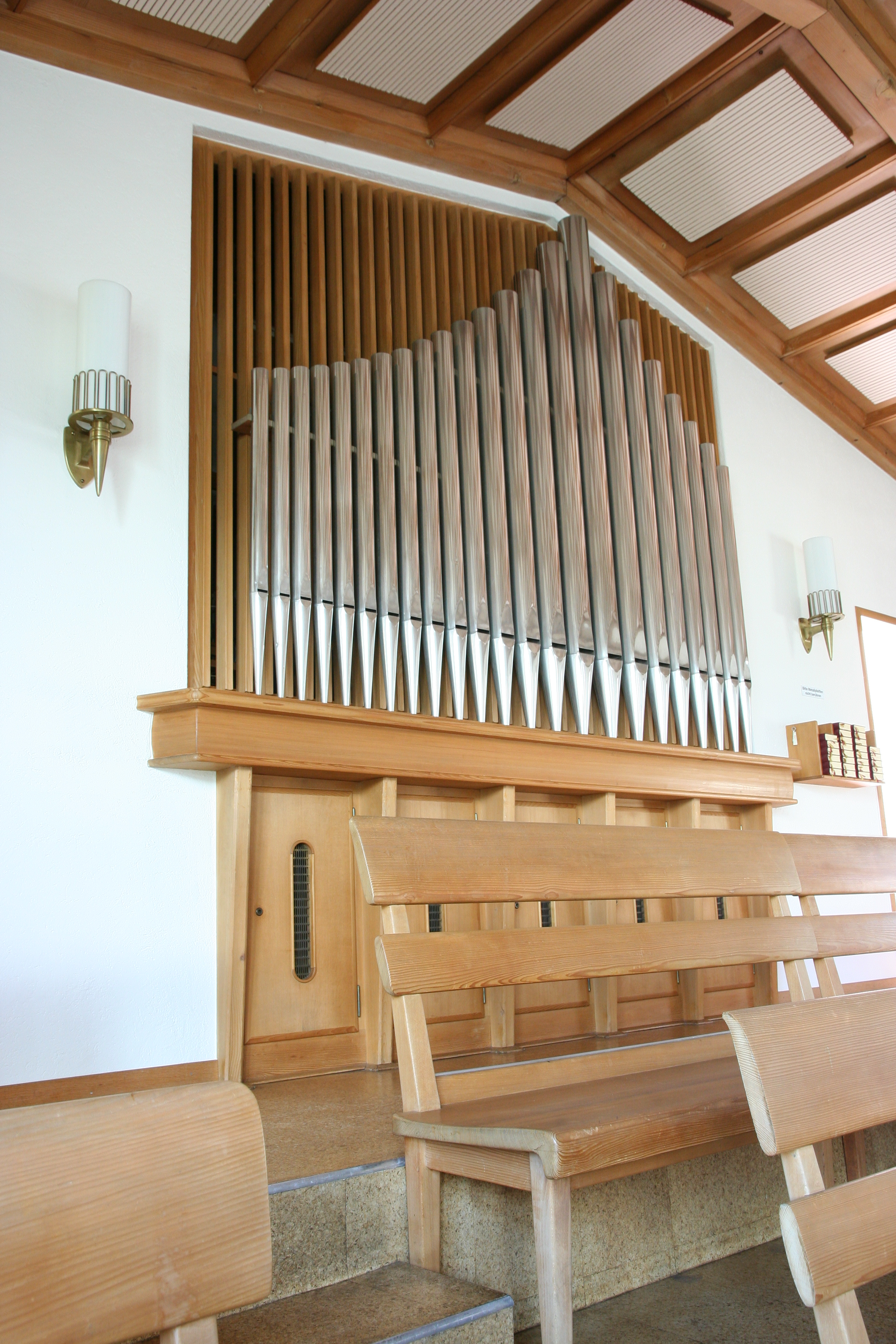
Metzler-Orgel von 1950

Im Jahr 1950 wurde die Orgel der Matthäuskirche von der Firma Metzler Orgelbau errichtet. Das mechanische Instrument besass ursprünglich neun Register auf zwei Manualen samt Pedal. In späterer Zeit kamen zwei weitere Register hinzu.
| I Hauptwerk C–g3 |    |
| Principal        | 8′ |
| Rohrflöte        | 8′ |
| Nachthorn        | 4′ |
| Octave           | 2′ |
| Mixtur IV        | 2′ |

| II Positiv C–g3 |      |
| Gedackt         | 8′   |
| Principal       | 4′   |
| Waldflöte       | 2′   |
| Larigot         | 1/3′ |

| Pedal C–f1 |     |
| Subbass    | 16′ |
| Bourdon    | 8′  |

- Koppeln: II/I, I/P, II/P